# Йоав Джерафі
Йоав Джерафі (івр. יואב ג'ראפי, нар. 29 серпня 1993) — ізраїльський футболіст, воротар клубу «Ашдод».
Виступав, зокрема, за клуби «Ашдод» та Хапоель (Тель-Авів), а також національну збірну Ізраїлю.

## Клубна кар'єра
Народився 29 серпня 1993 року. Вихованець футбольної школи клубу «Хапоель» (Кфар-Сава). Дорослу футбольну кар'єру розпочав 2012 року в основній команді того ж клубу, в якій провів два сезони, взявши участь у 5 матчах чемпіонату. 
Згодом з 2014 по 2015 рік грав у складі команд «Ашдод» та «Хапоель» (Раанана).
Своєю грою за останню команду знову привернув увагу представників тренерського штабу клубу «Ашдод», до складу якого повернувся 2015 року. Цього разу відіграв за ашдодську команду наступні чотири сезони своєї ігрової кар'єри. Більшість часу, проведеного у складі «Ашдода», був основним голкіпером команди.
У 2019 році орендований клубом «Хапоель» (Тель-Авів), у складі якого провів наступний рік своєї кар'єри гравця.  Граючи у складі тель-авівського «Хапоеля» також здебільшого виходив на поле в основному складі команди.
До складу клубу «Ашдод» приєднався 2020 року. Станом на 29 червня 2023 року відіграв за ашдодську команду 83 матчі в національному чемпіонаті.

## Виступи за збірну
У 2022 році дебютував в офіційних матчах у складі національної збірної Ізраїлю.